# Dom Azji (Tel Awiw)
Dom Azji (hebr. בית אסיה, Beit Asia) – biurowiec w osiedlu Ha-Cafon ha-Chadasz we wschodniej części miasta Tel Awiw, w Izraelu. Jest najlepiej znanym biurowcem w Tel Awiwie.

## Historia

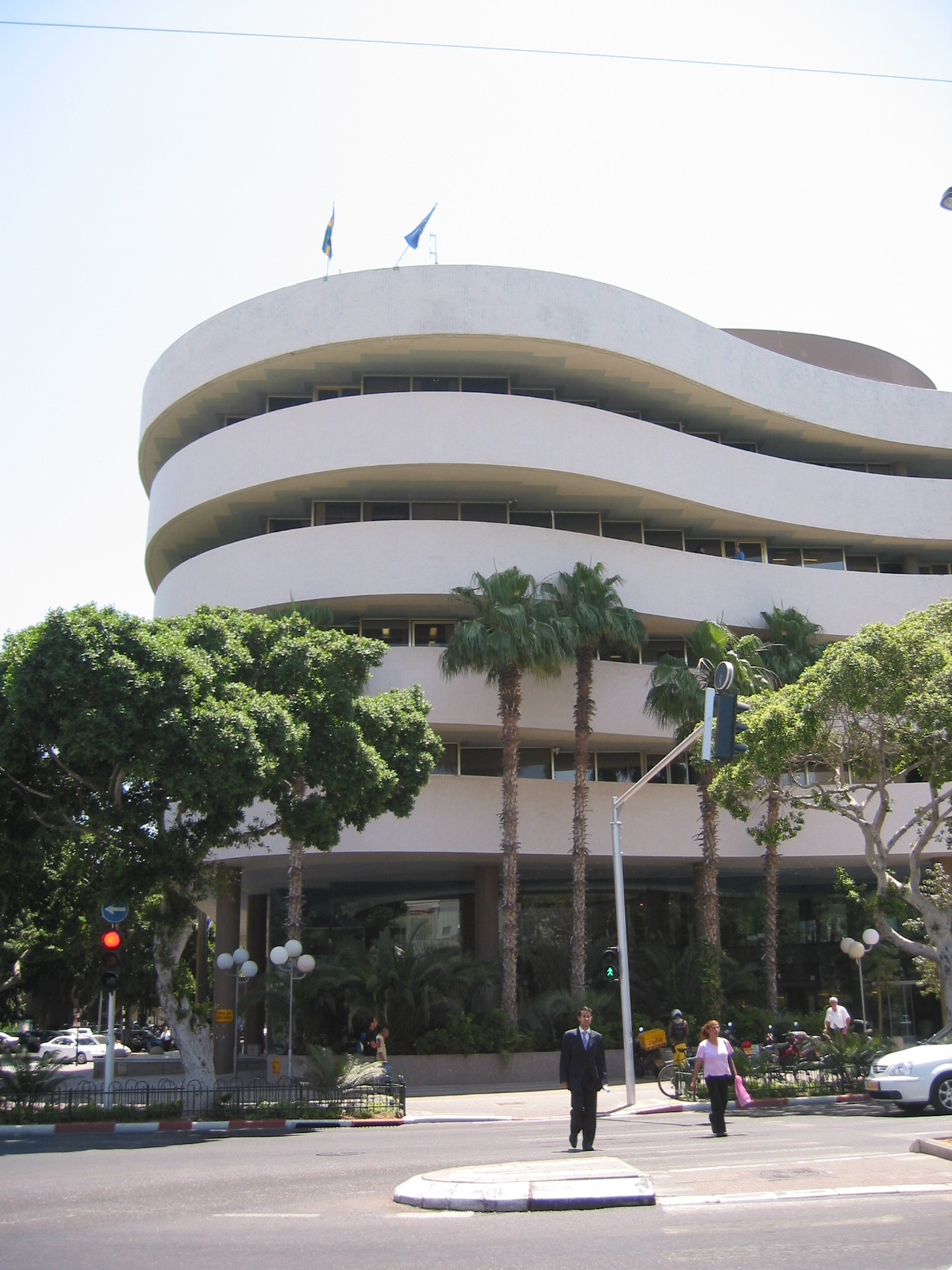
Dom Azji w Tel Awiwie

Budynek został zaprojektowany przez architekta Mordechai Ben-Horin, który wzorował się na architekturze Muzeum Guggenheima w Nowym Jorku. Biurowiec wybudowano w 1979 i nadano mu nazwę od kontynentu Azji.

## Dane Techniczne
Budynek ma 7 kondygnacji.
Biurowiec wybudowano w stylu architektonicznym określanym nazwą modernizmu. Wzniesiono go z betonu, natomiast elewację wykonano z płytek ceramicznych w kolorze białym. Poprzez schowanie okien uzyskano efekt zacienienia biur, a w wyglądzie elewacji powstało złudzenie ciemnych pasów z oknami.
Budynek posiada bezpośrednie połączenie z sąsiednim wieżowcem Europe-Israel Tower (wysokość 95 metrów).

## Wykorzystanie budynku
Budynek zajmują biura. Prawie trzy piętra zajmuje największa kancelaria prawnicza w mieście "Herzog, Fox & Neeman".
W biurowcu mieści się także oddział Instytutu Goethego w Tel Awiwie. Są tutaj ambasady Szwecji, Ekwadoru, Japonii, Włoch i Niemiec.